# Vuelta a Colombia 1998
La 48.ª edición de la Vuelta a Colombia (patrocinada como: Vuelta a Colombia Pony Malta) tuvo lugar entre el 25 de abril y el 10 de mayo de 1998. El boyacense José Castelblanco del equipo Telecom-Kelme se coronó por segunda vez como campeón de la Vuelta con un tiempo de 61 h, 43 min y 42 s.

## Equipos participantes
| Equipo                                                    | Categoría   |
| --------------------------------------------------------- | ----------- |
| Aguardiente Antioqueño-Lotería de Medellín-EEPPMM         | Profesional |
| Aguardiente Néctar                                        | Aficionado  |
| Ciclistas de Jesucristo                                   | Aficionado  |
| Cicloases                                                 | Aficionado  |
| Estampados Panamericanos-Distrillantas-Baterías Guadalupe | Aficionado  |
| Flavia-Meta-Alcaldía de Cómbita                           | Aficionado  |
| Kelme-Costa Blanca–Eurosport                              | Profesional |
| Lotería de Boyacá-Año 2000 Nueva Historia                 | Aficionado  |
| Lotería de Santander-Mixto Telecom                        | Aficionado  |
| Petróleos de Colombia-Energía pura                        | Profesional |
| Telecom-Kelme                                             | Profesional |

## Etapas
| Etapa      | Fecha       | Recorrido                                 | Distancia (km) | Ganador                  | Líder             |
| ---------- | ----------- | ----------------------------------------- | -------------- | ------------------------ | ----------------- |
| Prólogo    | 25 de abril | Villavicencio                             | 5,8 (CRI)      | Víctor Hugo Peña         | Víctor Hugo Peña  |
| 1.ª etapa  | 26 de abril | Circuito del Llano                        | 172            | Jairo Pérez              | Jairo Pérez       |
| 2.ª etapa  | 27 de abril | Villavicencio - Cáqueza                   | 147            | Joseph Lontscharitch     | Jairo Pérez       |
| 3.ª etapa  | 28 de abril | Funza - Girardot                          | 131            | Freddy González          | Jairo Pérez       |
| 4.ª etapa  | 29 de abril | Girardot - Neiva                          | 172            | Eduardo Hernández        | Jairo Pérez       |
| 5.ª etapa  | 30 de abril | Neiva - Ibagué                            | 208            | Javier Pascual Rodríguez | Jairo Pérez       |
| 6.ª etapa  | 1 de mayo   | Circuito del Café (Armenia - Montenegro)  | 144            | Víctor Hugo Peña         | Jairo Pérez       |
| 7.ª etapa  | 2 de mayo   | Santa Rosa de Cabal - Alto de Santa Elena | 229            | José Castelblanco        | Jairo Pérez       |
| 8.ª etapa  | 3 de mayo   | Medellín - Manizales                      | 195            | José Castelblanco        | José Castelblanco |
| 9.ª etapa  | 4 de mayo   | Manizales - La Dorada                     | 177            | Víctor Becerra           | José Castelblanco |
| 10.ª etapa | 5 de mayo   | Puerto Boyacá - Barrancabermeja           | 202            | Raúl Montaña             | José Castelblanco |
| 11.ª etapa | 6 de mayo   | Barrancabermeja - Bucaramanga             | 124            | José Castelblanco        | José Castelblanco |
| 12.ª etapa | 7 de mayo   | Bucaramanga - Barichara                   | 148,7          | Héctor Iván Palacio      | José Castelblanco |
| 13.ª etapa | 8 de mayo   | Barbosa - Duitama                         | 138,9          | Jairo Hernández          | José Castelblanco |
| 14.ª etapa | 9 de mayo   | Paipa - Tunja                             | 43,5 (CRI)     | José Castelblanco        | José Castelblanco |
| 15.ª etapa | 10 de mayo  | Circuito en Bogotá                        | 104            | Freddy González          | José Castelblanco |

## Clasificaciones finales

### Clasificación general
Los diez primeros en la clasificación general final fueron:
| Clasificación general |                       |                                                   |                  |
| Ciclista              | Ciclista              | Equipo                                            | Tiempo           |
| --------------------- | --------------------- | ------------------------------------------------- | ---------------- |
| 1.º                   | José Castelblanco     | Telecom-Kelme                                     | 61 h 43 min 42 s |
| 2.º                   | Iván Parra            | Petróleos de Colombia-Energía pura                | + 8 min 13 s     |
| 3.º                   | Libardo Niño Corredor | Aguardiente Néctar                                | + 10 min 25 s    |
| 4.º                   | Israel Ochoa          | Lotería de Boyacá-Año 2000 Nueva Historia         | + 10 min 44 s    |
| 5.º                   | Juan Diego Ramírez    | Aguardiente Antioqueño-Lotería de Medellín-EEPPMM | + 11 min 06 s    |
| 6.º                   | Miguel Sanabria       | Lotería de Boyacá-Año 2000 Nueva Historia         | + 11 min 34 s    |
| 7.º                   | Héctor Iván Palacio   | Aguardiente Antioqueño-Lotería de Medellín-EEPPMM | + 11 min 39 s    |
| 8.º                   | Víctor Hugo Peña      | Telecom-Kelme                                     | + 12 min 40 s    |
| 9.º                   | Argiro Zapata         | Aguardiente Antioqueño-Lotería de Medellín-EEPPMM | + 12 min 53 s    |
| 10.º                  | Alexis Rojas          | Petróleos de Colombia-Energía pura                | + 12 min 54 s    |

### Clasificación de la montaña
| Clasificación de la montaña |                    |                                                   |        |
| Ciclista                    | Ciclista           | Equipo                                            | Puntos |
| --------------------------- | ------------------ | ------------------------------------------------- | ------ |
| 1.º                         | Juan Diego Ramírez | Aguardiente Antioqueño-Lotería de Medellín-EEPPMM | ND     |

### Clasificación de las metas volantes
| Clasificación de las metas volantes |              |                      |        |
| Ciclista                            | Ciclista     | Equipo               | Puntos |
| ----------------------------------- | ------------ | -------------------- | ------ |
| 1.º                                 | Javier Anaya | Lotería de Santander | ND     |

### Clasificación de la regularidad
| Clasificación de la regularidad |                  |               |        |
| Ciclista                        | Ciclista         | Equipo        | Puntos |
| ------------------------------- | ---------------- | ------------- | ------ |
| 1.º                             | Víctor Hugo Peña | Telecom-Kelme | ND     |

### Clasificación por equipos
| Clasificación por equipos |               |        |
| Equipo                    | Equipo        | Tiempo |
| ------------------------- | ------------- | ------ |
| 1.º                       | Telecom-Kelme | ND     |